# Manuel Medina Betancourt

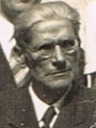
Retrato de Manuel Medina Betancourt

Manuel Medina Betancourt (n. 1882) fue un escritor uruguayo.

## Biografía
Habría nacido en 1882 en Canelones. A Medina Betancourt, redactor de El Día y director de La Alborada, Cejador y Frauca le describe como un «escritor amargado y tristón, envejecido espiritualmente antes de tiempo por su temperamento romántico; cuentista de la escuela de Felipe Trigo, en ideas y en la psicología amorosa y sensual, bastante inferior al maestro, pero de mejor estilo y algo decadente y dannunziano, el más brillante de la nueva generación».
Fue autor de títulos como la novela De la vida, Cuentos al corazón (Montevideo, 1908, 3ª ed.), Almas y pasiones (cuentos, Montevideo, 1913), Los gorriones (cuento, Montevideo, 1913), Ropa limpia (cuento, Montevideo, 1913), Meditaciones, pensamientos, Voces lejanas y la novela Beatriz.